# Tadanari Lee
Tadanari Lee (født 19. december 1985) er en japansk fodboldspiller.

## Japans fodboldlandshold
| Japans landshold | Japans landshold | Japans landshold |
| År               | Kmp              | Mål              |
| ---------------- | ---------------- | ---------------- |
| 2011             | 10               | 2                |
| 2012             | 1                | 0                |
| Total            | 11               | 2                |